# Yunus Akgün
Yunus Akgün (Küçükçekmece, 7 juli 2000) is een Turks voetballer die doorgaans speelt als middenvelder. In augustus 2018 debuteerde hij voor Galatasaray. Akgün maakte in 2022 zijn debuut in het Turks voetbalelftal.

## Clubcarrière
Akgün speelde vanaf 2011 in de jeugdopleiding van Galatasaray. Bij die club maakte hij ook zijn professionele debuut. Op 5 augustus speelde Galatasaray tegen Akhisar Belediyespor in de strijd om de Turkse supercup. Akhisar stond op voorsprong door een doelpunt van Jevhen Seleznjov toen Akgün van coach Fatih Terim na zeventig minuten mocht invallen voor Fernando. Door een treffer van Eren Derdiyok kwam Galatasaray nog op gelijke hoogte. In de verlenging wisten beide ploegen niet te scoren, waardoor het tot een strafschoppenserie kwam. Hierin miste Bafétimbi Gomis als enige, waardoor Akhisar de supercup won. In november 2019 verlengde Akgün zijn contract met vier seizoenen tot medio 2024.
Voorafgaand aan het seizoen 2020/21 werd hij voor verhuurd aan Adana Demirspor. Het seizoen erna speelde hij een wedstrijd voor Galatasaray, voor hij voor de tweede maal verhuurd werd aan Adana Demirspor. In december 2022 werd zijn verbintenis bij Galatasaray opengebroken en met twee seizoenen verlengd tot medio 2026. Medio 2023 nam Leicester City, dat het jaar ervoor gedegradeerd was naar het Championship, hem op huurbasis over. Het team wist met Akgün kampioen te worden en weer naar de Premier League te promoveren. Zijn optie tot koop werd echter niet gelicht, waarna hij terugkeerde naar Galatasaray. Daar beleefde hij zijn beste seizoen tot dusver. Nooit eerder speelde hij zoveel wedstrijden, maakte hij zoveel doelpunten en gaf hij zoveel assists in één seizoen. Zijn doelpunt tegen Tottenham Hotspur, die later dat seizoen de UEFA Europa League zou winnen, werd verkozen tot goal van het seizoen.
Na zijn terugkeer had Akgün weer overwegend een basisplaats bij Galatasaray. Voorafgaand aan het seizoen 2025/26 werd zijn verbintenis opengebroken en met drie jaar verlengd tot medio 2029.

## Clubstatistieken
| Seizoen | Club              | Competitie   | Competitie | Competitie | Beker | Beker | Internationaal | Internationaal | Totaal | Totaal |
| Seizoen | Club              | Competitie   | Wed.       | Dlp.       | Wed.  | Dlp.  | Wed.           | Dlp.           | Wed.   | Dlp.   |
| ------- | ----------------- | ------------ | ---------- | ---------- | ----- | ----- | -------------- | -------------- | ------ | ------ |
| 2018/19 | Galatasaray       | Süper Lig    | 11         | 0          | 7     | 4     | 2              | 0              | 20     | 4      |
| 2019/20 | Galatasaray       | Süper Lig    | 5          | 1          | 2     | 0     | 0              | 0              | 7      | 1      |
| 2020/21 | → Adana Demirspor | 1. Lig       | 28         | 5          | 4     | 2     | —              | —              | 32     | 7      |
| 2021/22 | Galatasaray       | Süper Lig    | 0          | 0          | 0     | 0     | 1              | 0              | 1      | 0      |
| 2021/22 | → Adana Demirspor | Süper Lig    | 34         | 8          | 4     | 1     | —              | —              | 38     | 9      |
| 2022/23 | Galatasaray       | Süper Lig    | 25         | 1          | 3     | 0     | —              | —              | 28     | 1      |
| 2023/24 | Galatasaray       | Süper Lig    | 1          | 0          | 0     | 0     | 4              | 0              | 5      | 0      |
| 2023/24 | → Leicester City  | Championship | 23         | 1          | 6     | 1     | —              | —              | 29     | 2      |
| 2024/25 | Galatasaray       | Süper Lig    | 30         | 7          | 6     | 0     | 8              | 5              | 41     | 12     |
| 2025/26 | Galatasaray       | Süper Lig    | 1          | 0          | 0     | 0     | 0              | 0              | 1      | 0      |
| Totaal  | Totaal            | Totaal       | 158        | 23         | 32    | 8     | 15             | 5              | 202    | 35     |

Bijgewerkt op 12 augustus 2025.

## Interlandcarrière
Akgün maakte zijn debuut in het Turks voetbalelftal op 4 juni 2022, toen met 4–0 gewonnen werd van Faeröer in de UEFA Nations League door doelpunten van Cengiz Ünder, Halil Dervişoğlu, Serdar Dursun en Merih Demiral. De middenvelder moest van bondscoach Stefan Kuntz op de reservebank beginnen en hij viel tien minuten voor tijd in voor Ünder. De andere Turkse debutant dit duel was Ferdi Kadıoğlu (Fenerbahçe). Drie dagen later maakte hij zijn eerste interlanddoelpunt. Na twee treffers van Doğukan Sinik en twee van Dursun maakte hij het vijfde Turkse doelpunt tegen Litouwen. Dervişoğlu besliste de uitslag op 0–6.
In mei 2024 werd Akgün door bondscoach Vincenzo Montella opgenomen in de voorselectie van Turkije voor het EK 2024 in Duitsland. Hij werd later ook opgenomen in de definitieve selectie. Op het toernooi overleefde Turkije de groepsfase na overwinningen op Georgië (3–1) en Tsjechië (1–2) en een nederlaag tegen Portugal (0–3), waarna Oostenrijk in de achtste finales met 1–2 verslagen werd. Het Turkse EK-avontuur eindigde in de kwartfinales tegen Nederland: 2–1. Akgün speelde alleen tegen Portugal mee. Zijn toenmalige clubgenoten Jannik Vestergaard, Mads Hermansen (beiden Denemarken) en Wout Faes (België) waren ook actief op het EK.
| Interlands van Yunus Akgün voor Turkije | Interlands van Yunus Akgün voor Turkije | Interlands van Yunus Akgün voor Turkije | Interlands van Yunus Akgün voor Turkije | Interlands van Yunus Akgün voor Turkije | Interlands van Yunus Akgün voor Turkije | Interlands van Yunus Akgün voor Turkije |
| №                                       | Datum                                   | Wedstrijd                               | Uitslag                                 | Competitie                              | Goals                                   |                                         |
| Als speler bij Adana Demirspor          | Als speler bij Adana Demirspor          | Als speler bij Adana Demirspor          | Als speler bij Adana Demirspor          | Als speler bij Adana Demirspor          | Als speler bij Adana Demirspor          | Als speler bij Adana Demirspor          |
| --------------------------------------- | --------------------------------------- | --------------------------------------- | --------------------------------------- | --------------------------------------- | --------------------------------------- | --------------------------------------- |
| 1                                       | 4 juni 2022                             | Turkije – Faeröer                       | 4 – 0                                   | Nations League 2022/23                  |                                         |                                         |
| 2                                       | 7 juni 2022                             | Litouwen – Turkije                      | 0 – 6                                   | Nations League 2022/23                  |                                         |                                         |
| 3                                       | 14 juni 2022                            | Turkije – Litouwen                      | 2 – 0                                   | Nations League 2022/23                  |                                         |                                         |
| Als speler bij Galatasaray              |                                         |                                         |                                         |                                         |                                         |                                         |
| 4                                       | 22 september 2022                       | Turkije – Luxemburg                     | 3 – 3                                   | Nations League 2022/23                  |                                         |                                         |
| 5                                       | 25 september 2022                       | Faeröer – Turkije                       | 2 – 1                                   | Nations League 2022/23                  |                                         |                                         |
| Als speler bij Leicester City           |                                         |                                         |                                         |                                         |                                         |                                         |
| 6                                       | 12 oktober 2023                         | Kroatië – Turkije                       | 0 – 1                                   | EK 2024 kwalificatie                    |                                         |                                         |
| 7                                       | 15 oktober 2023                         | Turkije – Letland                       | 4 – 0                                   | EK 2024 kwalificatie                    | 58'                                     |                                         |
| 8                                       | 22 maart 2024                           | Hongarije – Turkije                     | 1 – 0                                   | Vriendschappelijk                       |                                         |                                         |
| 9                                       | 26 maart 2024                           | Oostenrijk – Turkije                    | 6 – 1                                   | Vriendschappelijk                       |                                         |                                         |
| 10                                      | 22 juni 2024                            | TUR – Portugal                          | 0 – 3                                   | EK 2024                                 |                                         |                                         |
| Als speler bij Galatasaray              |                                         |                                         |                                         |                                         |                                         |                                         |
| 11                                      | 11 oktober 2024                         | Turkije – Montenegro                    | 1 – 0                                   | Nations League 2024/25                  |                                         |                                         |
| 12                                      | 14 oktober 2024                         | IJsland – Turkije                       | 2 – 4                                   | Nations League 2024/25                  |                                         |                                         |
| 13                                      | 16 november 2024                        | Turkije – Wales                         | 0 – 0                                   | Nations League 2024/25                  |                                         |                                         |
| 14                                      | 19 november 2024                        | Montenegro – Turkije                    | 3 – 1                                   | Nations League 2024/25                  |                                         |                                         |

Bijgewerkt op 12 augustus 2025.

## Erelijst
| Competitie      |             |                           |
| Competitie      | Aantal      | Jaren                     |
| Galatasaray     | Galatasaray | Galatasaray               |
| --------------- | ----------- | ------------------------- |
| Süper Lig       | 3           | 2018/19, 2022/23, 2024/25 |
| Türkiye Kupası  | 2           | 2018/19, 2024/25          |
| Süper Kupa      | 1           | 2019                      |
| Adana Demirspor |             |                           |
| 1. Lig          | 1           | 2020/21                   |
| Leicester City  |             |                           |
| Championship    | 1           | 2023/24                   |